# Rudolf Hofmann (Maler, 1820)
Rudolf Hofmann (* 29. Januar 1820 in Darmstadt, Großherzogtum Hessen; † 28. Oktober 1882 ebenda) war ein deutscher Genre-, Porträt- und Historienmaler der Düsseldorfer Schule sowie Galerie-Inspektor in Darmstadt.

## Leben
Hofmann war der Sohn des kunstinteressierten Publizisten und Hofgerichtsadvokaten Heinrich Karl Hofmann (1795–1845) und dessen Ehefrau Sophie Hofmann, geborene Volhard (1798–1854). Einer seiner drei Brüder war der Maler Heinrich Ferdinand Hofmann, ein weiterer Bruder war der spätere hessisch-darmstädtische Ministerpräsident Karl von Hofmann, Vater des Malers und Gestalters Ludwig von Hofmann sowie des preußischen Generalleutnants und Freikorpsführers Heinrich von Hofmann.

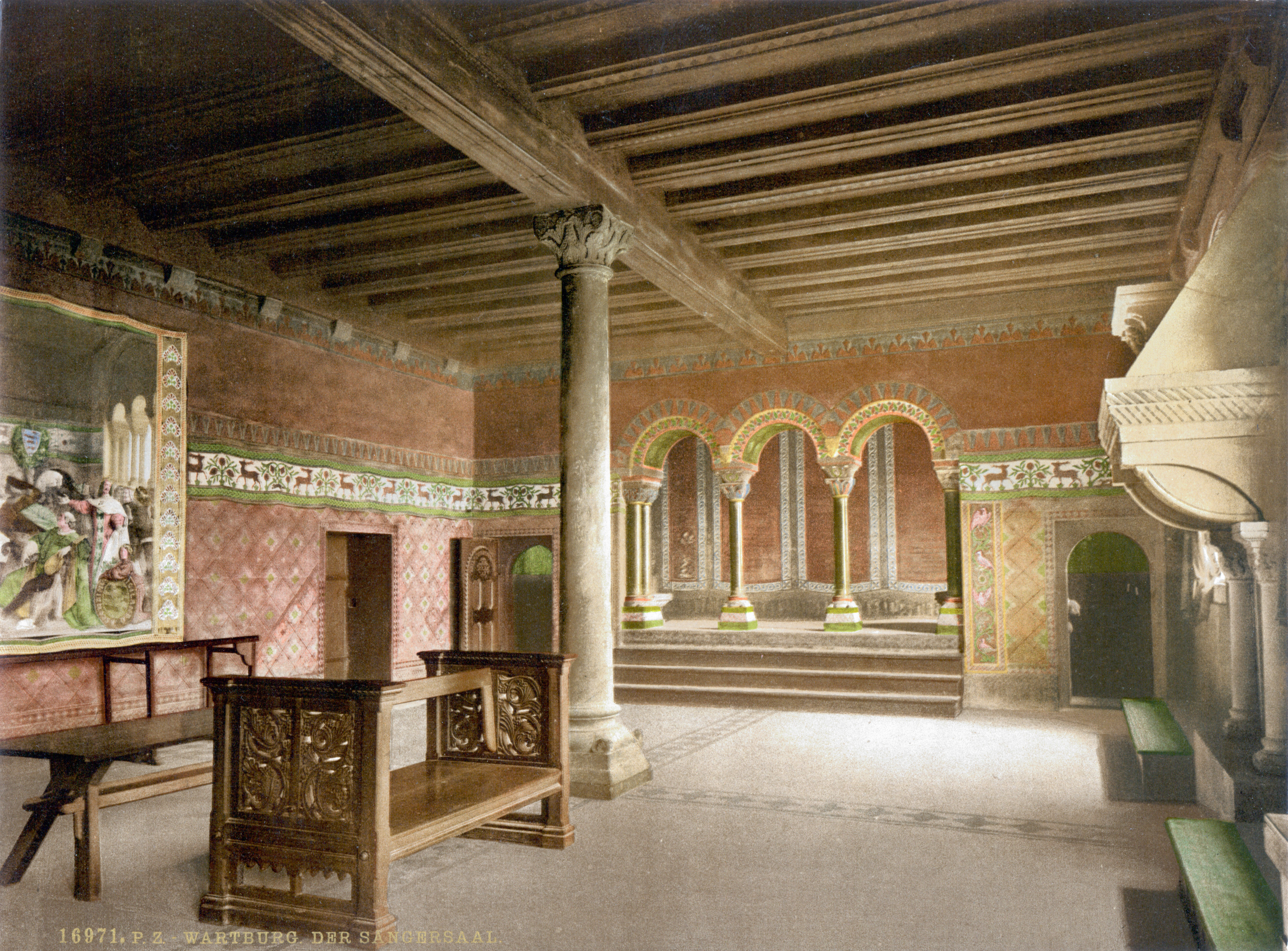
Blick auf die Sängerlaube im Sängersaal der Wartburg, Chromolithografie um 1900

Nach erstem künstlerischen Unterricht in Darmstadt studierte Rudolf Hofmann von 1836 bis 1842 an der Kunstakademie Düsseldorf Malerei unter Wilhelm Schadow. In den Jahren 1836 bis 1839 war dort auch Karl Ferdinand Sohn sein Lehrer.
Ehe er 1860 in seine Vaterstadt zurückkehrte, hielt er sich unter anderem in München, Büdingen und Rom auf. Bekannt wurde er durch 23, bis zum Jahr 1853 geschaffene Wandgemälde zur Geschichte des Hauses Isenburg im Schloss des Fürsten Wolfgang Ernst III. zu Isenburg und Büdingen. In Rom lebte er von 1854 bis 1857 und nahm dort in den Jahren 1854 und 1855 an den „Cervarofesten“ des Deutschen Künstlervereins teil. Ab Mai 1857 schuf er nach Vorgaben des Architekten Hugo von Ritgen Fresken und Türbemalungen in der Sängerlaube der Wartburg, die neben Richard Wagners Tannhäuser und der Sängerkrieg auf Wartburg dazu beitrugen, die Vorstellung vom Sängerkrieg auf der Wartburg im 19. Jahrhundert zu neuem Leben zu erwecken. 1858 bemalte er den von Ritgen entworfenen Minnesängerschrank der Wartburg.
1861 ernannte ihn Ludwig III. von Hessen-Darmstadt zum Inspektor des Großherzoglichen Kupferstichkabinetts, 1867 zum Inspektor der Großherzoglichen Gemäldegalerie im Darmstädter Schloss. In beiden Funktionen agierte er unter der Aufsicht des Ministerialrats im Finanzministerium und Museumsdirektors Heinrich August Schleiermacher. Als Leiter der großherzoglichen Gemälde-Sammlung veröffentlichte er 1872 deren Verzeichnis, den „ersten niveauvollen Katalog der Galerie“, in dem er sich als erster der Darmstädter Galerieleiter kritisch mit den traditionellen Zuschreibungen auseinandersetzte. An der Großherzoglichen Gemäldegalerie führte Hofmann auch eine Malschule. Schüler Hofmanns waren etwa der Historien- und Genremaler Ludwig von Löfftz sowie der Landschafts- und Porträtmaler Wilhelm Horst.

## Schriften
- Über die historisch interessanten Gemälde in der Darmstädter Gallerie. In: Quartalblätter des historischen Vereins für das Großherzogthum Hessen, 1870, S. 8–14.
- Die Gemälde-Sammlung des Großherzoglichen Museums zu Darmstadt. H. Brill, Darmstadt 1872 (Digitalisat, Digitalisat der 3. Ausgabe 1885).